# Ria Kataja
Ria Kataja (ur. 15 października 1975 w Tampere) – fińska aktorka.

## Kariera
Kataja studiowała w Akademii Teatralnej w Helsinkach. Od 2003 roku grała w serialu Kotikatu, a od 2007 w Taivaan tulet. Wystąpiła także w kilku produkcjach filmowych, takich jak Czarny lód (2007) czy Powiem ci wszystko (2013). Za rolę w Czarnym lodzie została nominowana do nagrody Jussi dla najlepszej aktorki pierwszoplanowej, jednakże ostatecznie zdobyła ją Outi Mäenpää za ten sam film.

## Życie prywatne
Kataja była żoną aktora Tommiego Eronena, z którym ma dwójkę dzieci. Para rozwiodła się w 2012 roku.

## Wybrana filmografia

### Film
- Paratiisin lapset (1994)
- Klasyk (Klassikko, 2001)
- Sport ekstremalny (Nousukausi, 2003)
- Czarny lód (Musta jää, 2007)
- Vares: Tango w ciemności (Vares – Pimeyden tango, 2012)
- Powiem ci wszystko (Kerron sinulle kaiken, 2013)
- Kanelia kainaloon, Tatu ja Patu! (2016)
- Yösyöttö (2017)
- Ihmisen osa (2018)

### Telewizja
- Kaverille ei jätetä (2001)
- Paristo (2002)
- Kuumia aaltoja (2003)
- Kotikatu (2003–2012)
- Akkaa päälle (2006)
- Taivaan tulet (2007, 2010)
- Brändärit (2014)
- Ex-onnelliset (od 2016)